# Villalonso
Villalonso – gmina w Hiszpanii, w prowincji Zamora, w Kastylii i León, o powierzchni 14,9 km². W 2011 roku gmina liczyła 91 mieszkańców.